# Theodor von Taussig

Theodor Ritter von Taussig

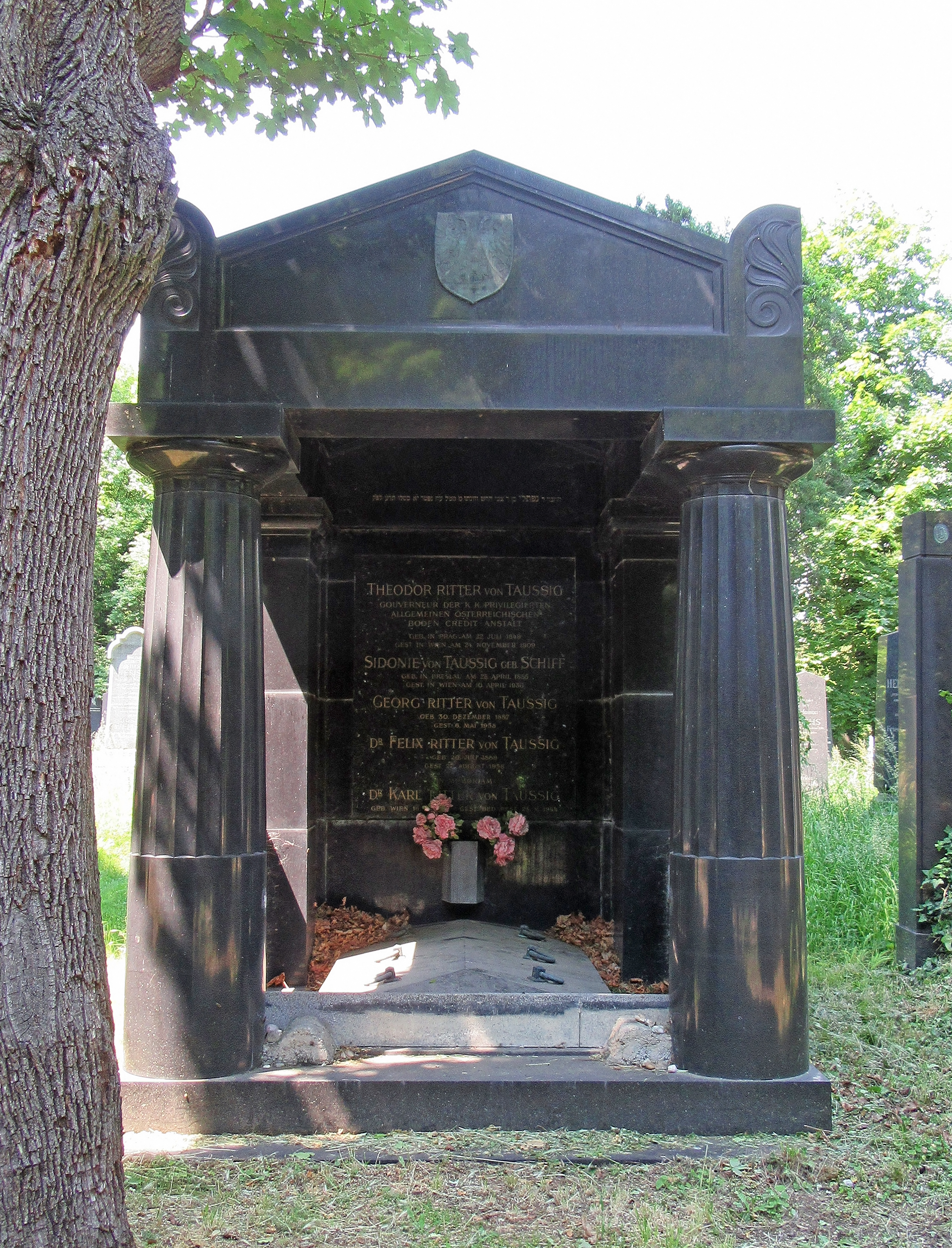
Grab von Theodor von Taussig auf dem Wiener Zentralfriedhof

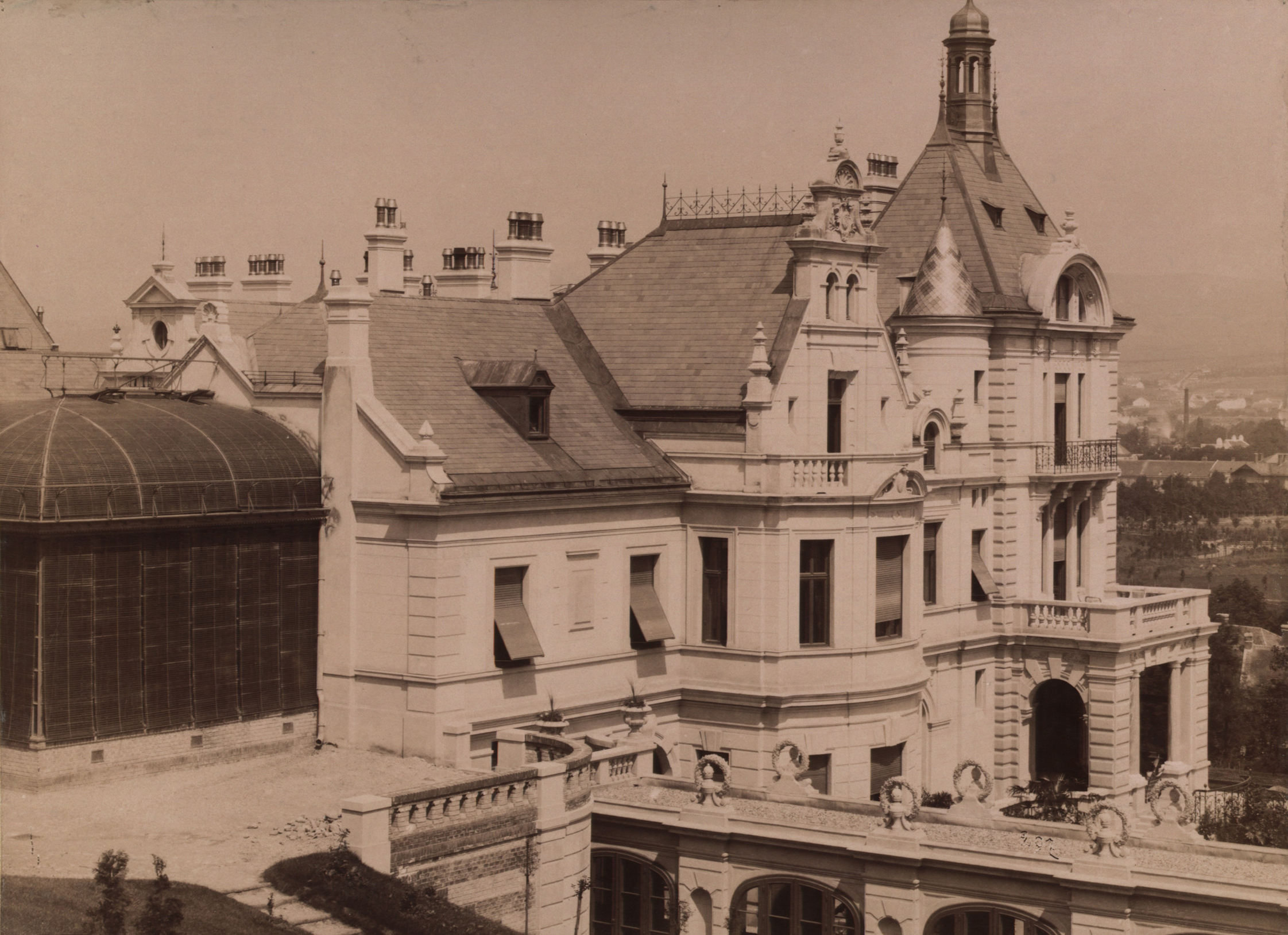
Die Villa Taussig in Wien-Hietzing um 1900 (Foto: August Stauda)

Theodor Taussig, seit 1879 Ritter von Taussig (* 22. Juli 1849 in Prag; † 24. November 1909 in Wien) war ein österreichischer Bankfachmann. Er war unter anderem Gouverneur der Österreichischen Boden-Credit-Anstalt.

## Herkunft
Seine Eltern waren der Leiter der Kattundruckerei in Holleschowitz Hermann Elias Taussig (1813–1891) und dessen Ehefrau Clara Klaber († 1853), die Tochter eines Rechenlehrers. Clara Katharina Pollaczek war eine Nichte von Theodor von Taussig.

## Leben
Theodor Taussig übersiedelte 1862 nach Wien, besuchte die Höhere Handelslehranstalt und arbeitete ab 1866 im Bankhaus Landauer & Goldschmidt. Ab 1871 war er Vizedirektor der Wiener Wechselstuben-Gesellschaft, 1872 deren Direktor. 1873 wechselte er zur Boden-Credit-Anstalt und wurde 1874 Direktoriumsmitglied. Er leitete die Sanierung der durch den Börsenkrach vom Mai 1873 schwer geschädigten Bank. 
Er baute die österreichische Boden-Credit-Anstalt, ursprünglich ein Hypothekenkreditinstitut, zu einer führenden Großbank der Donaumonarchie aus. Anfangs dazu bestimmt auf erworbene Hypothekenforderungen Pfandbriefe und Kommunalobligationen auszugeben, entwickelte sich die Boden-Credit-Anstalt unter Taussig vielseitig in Verbindung mit den neuen Unternehmungen, die der Staat und die Stadt Wien förderten. Sie verwaltete das Vermögen des kaiserlichen Familienfonds und wurde vom Kaiserhaus wie von der österreichischen Regierung als Gegengewicht zum Bankhaus Rothschild angesehen. Die Boden-Credit-Anstalt zahlte damals die höchsten Dividenden der Donaumonarchie. 1908 wurde er Gouverneur dieses Instituts; ab 1907 war Taussig auch Präsident der Neuen Wiener Sparcassa.
Taussig, ein überaus vorsichtig agierender Mann, galt als der „hervorragendste Bankier des Landes“, wie unter anderem Ludwig von Mises in seiner „Geldtheorie“ anlässlich der Schilderung einer Kontroverse zwischen Carl Menger und Taussig über die Relevanz von Geldwertveränderungen bezüglich der Bilanzerstellung vermerkt.
Als Kapital- und Hauptaktionärsvertreter sowie Präsident der Österreichisch-ungarischen Staatseisenbahn-Gesellschaft und Verwaltungsrat der Österreichischen Nordwestbahn, spielte er eine zentrale Rolle bei deren Verstaatlichung. Taussigs Nachfolger war der als äußerst risikofreudig geltende Rudolf Sieghart.
Als Mitglied einer jüdischen Familie war er von 1901 bis 1906 Vorstandsmitglied der Israelitischen Kultusgemeinde Wien.
Seine Villa in der Gloriettegasse 47–49 wurde von dem bekannten Architekten Karl König (1841–1915) errichtet, die künstlerische Ausgestaltung des Speisesaals stammte von Josef Engelhart.
Begraben ist er in einem ebenfalls von Karl König entworfenen Mausoleum auf dem alten jüdischen Friedhof des Wiener Zentralfriedhofs (Tor 1, Zeremonienallee, Gruppe 20, Reihe 1, Nr. 35).

## Familie
Er heiratete 1873 in Breslau Sidonie Schiff (1855–1936). Das Paar hatte drei Söhne und 9 Töchter:
- Carl (1878–1944), Dr. iur., Industrieller, Mitglied des Verwaltungsrates der Bodencredit-Anstalt, der AG für Mineralölindustrie, vormals David Fanto & Co, der Montana AG für Bergbau, Industrie u. Handel, der Steyr-Werke AG und der Berg- und Hüttenwerks-Gesellschaft

⚭ Marie Emma Kafka-Somfai (1879–1913)
⚭ Hedwig Frydman von Prawy (1889–1960), Tochter von Marcell Frydmann
- Georg (1887–1958) ⚭ Fanny Strasser de Györvár  (1893/96–1966/67)
- Felix (1889–1958)

⚭ Margaret Trebitsch, geb. Igler, (1901–1975)
⚭ N.N.
- Alice (1874–1943) ⚭ August von Wassermann (* 21. Februar 1866; † 16. März 1925)
- Clara (1875–1944/45)  ⚭  Bela Baron Hatvany-Deutsch (1866–1933), Zuckergroßindustrieller
- Emilie (Emmy) (1876–1962) ⚭  Fritz (Friedrich) Redlich (1868–1921), Großindustrieller
- Helene (1879–1942), Malerin, Künstlerin
- Flora (1881–1950) ⚭ Rudolf Paul-Schiff (1865–1941), Großindustrieller
- Hedwig (1884–1932)

⚭ Adolph Moritz May, Industrieller
⚭ Edmund Karl Weisweiller (1874–1932), Bankier
- Gertrud (1886–1946) ⚭ Ludwig Schüller (1872–1931), Dr. iur.
- Hermine (Herma) (1890–1984) ⚭ Heinrich Artaria (1884–1953), Kunst-, Landkarten- u. Musikalienverleger
- Adele (1893–1972) ⚭ Franz Gino Mayer (1891–1971), Ingenieur, später Photograph in New York

## Auszeichnungen
- 1879: Am 22. Dezember erfolgte seine Erhebung in den Adelsstand als Ritter von Taussig
- 1885: Komturkreuz des Franz-Joseph-Ordens
- 1891: Ritter der Eisernen Krone, II. Klasse
- 1905: Großkreuz des Franz-Joseph-Ordens
- Ehrenbürger der Stadt Steyr